# Petits crimes entre époux
 (janvier 2025).
Si vous disposez d'ouvrages ou d'articles de référence ou si vous connaissez des sites web de qualité traitant du thème abordé ici, merci de compléter l'article en donnant les références utiles à sa vérifiabilité et en les liant à la section « Notes et références ».
Petits crimes entre époux ('Til Death Do Us Part en anglais) est une série télévisée de drame juridique créée par Jeff Lieberman et diffusée sur Court TV à partir du 19 mars 2007.
Petits crimes entre époux se base sur la devise « Aimer, Honorer, et Périr ». 

## Format
La série est narrée et présentée par le réalisateur de film culte John Waters, qui joue « Le Faucheur de Marié » (The Groom Reaper). Le scénario reconstitue des histoires réelles de tribunaux impliquant des mariages et des familles dont les vies d'apparence parfaite se finissent de façon meurtrière. Le cadre de la série ressemble à celui des Contes de la crypte, avec chaque épisode durant une trentaine de minutes. À la fin de chaque épisode, John Waters dirait « Je dois me rendre à un autre mariage, mais j'espère que cela ne sera pas le vôtre ». 
Après 15 minutes d'émission, Court TV permettait aux téléspectateurs de leur envoyer un message incluant leur supposition concernant le meurtrier. Chaque reconstitution est conçue pour être intentionnellement exagérée, avec un dialogue d'un malaise notable. 
Les publicités de Court TV faisant la promotion de l'émission parodient les publicités télévisées sur les diamants de DeBeers, par l'utilisation de silhouettes et d'une musique de fond dramatique.

## Intrigue
L'émission présente la façon dont deux personnes se marient, ainsi que la manière dont un époux termine par être impliqué dans le meurtre de l'autre époux. Les téléspectateurs sont en mesure de deviner qui est le meurtrier, celui-ci est révélé à la fin de chaque épisode.

## Distribution
| Personnage           | Acteur / actrice | Épisodes    |
| -------------------- | ---------------- | ----------- |
| Le Faucheur de Marié | John Waters      | 14 épisodes |

## Épisodes
- Pilote (Pilot) (2006)
- Meurtre dans une maison funéraire (Funeral Parlor Murder) (19 mars 2007)
- Meurtre dans une unité de stockage (Storage Unit Murder) (16 avril 2007)
- Le meurtre de l'avion (The Airplane Murder) (19 mars 2007)
- Meurtre avec des clés de voiture (Car Keys Murder) (2 avril 2007)
- Meurtre dans une capsule temporelle (Time Capsule Murder) (26 mars 2007)
- Le meurtre du club de striptease (The Strip Club Murder) (2007)
- L'affaire du clown (The Clown Case) (2007)
- Le meurtre de l'écume de l'étang (The Pond Scum Murder) (23 avril 2007)
- Le meurtre du marécage (The Bog Murder) (2007)
- Week-end de meurtre et mystère (Murder Mystery Weekend) (2007)
- Les meurtres par alliance (The In-Law Murders) (7 mai 2007)
- Le meurtre de la reine de beauté (The Beauty Queen Murder) (2007)
- Un meurtre de Noël (A Christmas Murder) (14 mai 2007)

## Production
Petits crimes entre époux est tourné au Canada, il s'agit d'une co-production entre Court TV et Global Television Network.